# جون فيكتور ماكاي
جون فيكتور ماكاي (بالإنجليزية: John Victor Mackay)‏ هو مصمم إنتاجي أمريكي، ولد في 13 يوليو 1891، وتوفي في 8 سبتمبر 1945 في لوس أنجلوس في الولايات المتحدة.

## وصلات خارجية
- جون فيكتور ماكاي على موقع IMDb (الإنجليزية)
- جون فيكتور ماكاي على موقع أول موفي (الإنجليزية)
- جون فيكتور ماكاي على موقع قاعدة بيانات الفيلم (الإنجليزية)